# Adalberto di Baviera (principe 1828)
Adalberto di Baviera (nome completo in lingua tedesca: Adalbert Wilhelm Georg Ludwig von Bayern; Monaco di Baviera, 19 luglio 1828 – Monaco di Baviera, 21 settembre 1875) era il nono figlio, e quarto maschio, del re Ludovico I di Baviera e della moglie Teresa di Sassonia-Hildburghausen.

## Biografia

### Matrimonio
Il 25 agosto 1856, a Madrid, sposò l'infanta Amalia Filippina di Borbone-Spagna (1834-1905), undicesima figlia dell'infante Francesco di Paola, a sua volta figlio cadetto di re Carlo IV di Spagna e della principessa Luisa Carlotta di Borbone-Due Sicilie.

### Morte
Il principe Adalberto morì il 21 settembre 1875 e fu sepolto nella chiesa di San Michele di Monaco di Baviera.

### Successione greca
È stato affermato che, a seguito della morte del fratello maggiore Ottone, re di Grecia, il principe Adalberto sarebbe divenuto l'erede presuntivo al trono di Grecia. Nella realtà i diritti di successione greca passarono all'altro fratello maggiore, Luitpold, che succedette tecnicamente al trono di Grecia nel 1867; dal momento che suo figlio, re Ludovico III di Baviera, aveva rinunciato a tutti i suoi diritti successori greci, alla morte di Luitpold il suo successore fu il figlio secondogenito, Leopoldo.
In ogni caso, se fosse provato che tutti i discendenti legittimi di Luitpold, escludendo quelli attraverso re Ludovico III, siano tutti estinti, escludendo anche la linea del principe Giorgio di Baviera, ordinato sacerdote, allora i discendenti in linea maschile di Adalberto potrebbero plausibilmente avanzare delle pretese al trono di Grecia.

## Discendenza
Adalberto ed Amalia Filippina ebbero cinque figli:
- Ludovico Ferdinando (1859-1949), sposò l'infanta Maria de la Paz di Borbone-Spagna;
- Alfonso (1862-1933), sposò la principessa Luisa d'Orleans, figlia di Ferdinando Filippo Maria, duca d'Alençon;
- Isabella (1863-1924), sposò Tommaso di Savoia, duca di Genova;
- Elvira (1868-1943), sposò Rudolf von Wrbna-Kaunitz-Rietberg-Questenberg und Freudenthal;
- Clara (1874-1941), che rimase nubile.

## Ascendenza
|                                       |                                                 |                                                        | Genitori                                                              |  |  | Nonni |  |  | Bisnonni                                   |  |  | Trisnonni                                |  |
|                                       |                                                 |                                                        |                                                                       |  |  |       |  |  | Federico Michele di Zweibrücken-Birkenfeld |  |  | Cristiano III del Palatinato-Zweibrücken |  |
|                                       |                                                 |                                                        |                                                                       |  |  |       |  |  | Federico Michele di Zweibrücken-Birkenfeld |  |  | Cristiano III del Palatinato-Zweibrücken |  |
|                                       |                                                 | Carolina di Nassau-Saarbrücken                         |                                                                       |  |  |       |  |  | Federico Michele di Zweibrücken-Birkenfeld |  |  |                                          |  |
| Massimiliano I Giuseppe di Baviera    |                                                 |                                                        |                                                                       |  |  |       |  |  | Federico Michele di Zweibrücken-Birkenfeld |  |  |                                          |  |
|                                       |                                                 | Maria Francesca del Palatinato-Sulzbach                | Giuseppe Carlo del Palatinato-Sulzbach                                |  |  |       |  |  |                                            |  |  |                                          |  |
|                                       |                                                 | Maria Francesca del Palatinato-Sulzbach                | Giuseppe Carlo del Palatinato-Sulzbach                                |  |  |       |  |  |                                            |  |  |                                          |  |
|                                       |                                                 | Maria Francesca del Palatinato-Sulzbach                | Elisabetta Augusta Sofia del Palatinato-Neuburg                       |  |  |       |  |  |                                            |  |  |                                          |  |
| Ludovico I Re di Baviera              |                                                 | Maria Francesca del Palatinato-Sulzbach                |                                                                       |  |  |       |  |  |                                            |  |  |                                          |  |
|                                       |                                                 | Giorgio Guglielmo d'Assia-Darmstadt                    | Luigi VIII d'Assia-Darmstadt                                          |  |  |       |  |  |                                            |  |  |                                          |  |
|                                       |                                                 | Giorgio Guglielmo d'Assia-Darmstadt                    | Luigi VIII d'Assia-Darmstadt                                          |  |  |       |  |  |                                            |  |  |                                          |  |
|                                       |                                                 | Giorgio Guglielmo d'Assia-Darmstadt                    | Carlotta di Hanau-Lichtenberg                                         |  |  |       |  |  |                                            |  |  |                                          |  |
| Augusta Guglielmina d'Assia-Darmstadt |                                                 | Giorgio Guglielmo d'Assia-Darmstadt                    |                                                                       |  |  |       |  |  |                                            |  |  |                                          |  |
|                                       |                                                 | Maria Luisa Albertina di Leiningen-Dagsburg-Falkenburg | Cristiano Carlo Reinardo di Leiningen-Dachsburg-Falkenburg-Heidesheim |  |  |       |  |  |                                            |  |  |                                          |  |
|                                       |                                                 | Maria Luisa Albertina di Leiningen-Dagsburg-Falkenburg | Cristiano Carlo Reinardo di Leiningen-Dachsburg-Falkenburg-Heidesheim |  |  |       |  |  |                                            |  |  |                                          |  |
|                                       |                                                 | Maria Luisa Albertina di Leiningen-Dagsburg-Falkenburg | Caterina Polissena di Solms-Rödelheim                                 |  |  |       |  |  |                                            |  |  |                                          |  |
| Adalberto di Baviera                  |                                                 | Maria Luisa Albertina di Leiningen-Dagsburg-Falkenburg |                                                                       |  |  |       |  |  |                                            |  |  |                                          |  |
|                                       | Ernesto Federico III di Sassonia-Hildburghausen | Ernesto Federico II di Sassonia-Hildburghausen         |                                                                       |  |  |       |  |  |                                            |  |  |                                          |  |
|                                       | Ernesto Federico III di Sassonia-Hildburghausen | Ernesto Federico II di Sassonia-Hildburghausen         |                                                                       |  |  |       |  |  |                                            |  |  |                                          |  |
|                                       | Ernesto Federico III di Sassonia-Hildburghausen | Carolina di Erbach-Fürstenau                           |                                                                       |  |  |       |  |  |                                            |  |  |                                          |  |
| Federico di Sassonia-Altenburg        | Ernesto Federico III di Sassonia-Hildburghausen |                                                        |                                                                       |  |  |       |  |  |                                            |  |  |                                          |  |
|                                       |                                                 | Ernestina Augusta di Sassonia-Weimar                   | Ernesto Augusto I di Sassonia-Weimar                                  |  |  |       |  |  |                                            |  |  |                                          |  |
|                                       |                                                 | Ernestina Augusta di Sassonia-Weimar                   | Ernesto Augusto I di Sassonia-Weimar                                  |  |  |       |  |  |                                            |  |  |                                          |  |
|                                       |                                                 | Ernestina Augusta di Sassonia-Weimar                   | Sofia Carlotta di Brandeburgo-Bayreuth                                |  |  |       |  |  |                                            |  |  |                                          |  |
| Teresa di Sassonia-Hildburghausen     |                                                 | Ernestina Augusta di Sassonia-Weimar                   |                                                                       |  |  |       |  |  |                                            |  |  |                                          |  |
|                                       |                                                 | Carlo II di Meclemburgo-Strelitz                       | Carlo Ludovico Federico di Meclemburgo-Strelitz                       |  |  |       |  |  |                                            |  |  |                                          |  |
|                                       |                                                 | Carlo II di Meclemburgo-Strelitz                       | Carlo Ludovico Federico di Meclemburgo-Strelitz                       |  |  |       |  |  |                                            |  |  |                                          |  |
|                                       |                                                 | Carlo II di Meclemburgo-Strelitz                       | Elisabetta Albertina di Sassonia-Hildburghausen                       |  |  |       |  |  |                                            |  |  |                                          |  |
| Carlotta di Meclemburgo-Strelitz      |                                                 | Carlo II di Meclemburgo-Strelitz                       |                                                                       |  |  |       |  |  |                                            |  |  |                                          |  |
|                                       |                                                 | Federica Carolina Luisa d'Assia-Darmstadt              | Giorgio Guglielmo d'Assia-Darmstadt                                   |  |  |       |  |  |                                            |  |  |                                          |  |
|                                       |                                                 | Federica Carolina Luisa d'Assia-Darmstadt              | Giorgio Guglielmo d'Assia-Darmstadt                                   |  |  |       |  |  |                                            |  |  |                                          |  |
|                                       |                                                 | Federica Carolina Luisa d'Assia-Darmstadt              | Maria Luisa Albertina di Leiningen-Dagsburg-Falkenburg                |  |  |       |  |  |                                            |  |  |                                          |  |
|                                       |                                                 | Federica Carolina Luisa d'Assia-Darmstadt              |                                                                       |  |  |       |  |  |                                            |  |  |                                          |  |